# Правило на дясната ръка
В математиката и физиката правилото на дясната ръка е често срещано мнемонично правило за ориентацията на осите в триизмерното пространство. Също така е удобен метод за бързо намиране на посоката на произведението на два вектора. В практиката правилото може да се използва за намиране на посоката на магнитното поле, въртенето, спиралите, електромагнитните полета, огледалните изображения и енантиомерите в математиката и химията.

## Декартова координатна система
Под координатна система в пространството, или както е прието да се казва тримерното пространство, за разлика от равнината (двумерното пространство), се разбира тройка пресичащи се координатни оси с общо начало, взети в определен ред. В общия случай не се предполага, че осите са перпендикулярни или че техните мерни единици са едни и същи. Когато обаче осите са перпендикулярни, координатната система се нарича правоъгълна, а правоъгълна пространствена координатна система, в която единичните отсечки по трите оси са равни, се нарича декартова координатна система.
Повечето от правилата за лява или дясна ръка са свързани с факта, че трите координатни оси на декартовата координатна система имат две възможни посоки. Човек може да онагледи това, като протегне ръцете си заедно напред, със свити в юмрук пръсти с изключение на палеца , който сочи нагоре. Ако погледнем откъм върха на палеца към свитите пръсти, те са завити обратно на часовниковата стрелка на дясната ръка и по часовниковата стрелка на лявата ръка. Сега да отворим колкото можем показалеца и средния пръст (виж картинката, дясна ръка). Нека означим показалеца като ос x, а средния пръст като ос y, изпънатият перпендикулярно палец ще е третата ос z – това наподобява декартова координатна система, която се нарича дясна. При лявата ръка и при насочен нагоре палец координатната система се нарича лява.
Последователността на означение е: показалец ос x, след това среден пръст ос y, след това палец ос z. Възможни са и две други последователности, които запазват цикъла:
- Среден пръст, после палец, после показалец.
- Палец, след това показалец, след това среден пръст (например картинката на деветата серия на швейцарската банкнота от 200 франка ).

| Ос или вектор | Два пръста и палец    | Свити пръсти             |
| ------------- | --------------------- | ------------------------ |
| x, 1 или A    | Показалец             | Разпънати пръсти         |
| y, 2 или B    | Среден пръст или длан | Пръстите са свити на 90° |
| z, 3 или C    | Палец                 | Палец                    |

За координатите на дясната ръка десният палец сочи по оста z в положителна посока, а извивката на пръстите представлява движение от първата (x) ос към втората (y) ос. Когато се гледа отгоре (по оста z), движението е обратно на часовниковата стрелка.
За координати на лявата ръка левият палец сочи по оста z в положителна посока, а свитите пръсти на лявата ръка представляват движение от първата (x) към втората ос (y). Гледано отгоре (по оста z), движението е по посока на часовниковата стрелка.
Размяната на означенията на които и да е две оси обръща посоката ляво/дясно. Обръщането на посоката на една ос (или на трите оси) също обръща посоката. (Ако осите нямат положителна или отрицателна посока, тогава ляво/дясно няма значение). Обръщането на две оси представлява завъртане на 180° около третата ос. 

## Ориентация на повърхност и нормален вектор
При векторното смятане често е необходимо нормалният вектор да се свърже с равнината (понякога определяна от крива линия), която характеризира. За положително ориентирана крива C, ограничаваща равнина S, нормалата към повърхността n̂ се дефинира така, че десният палец да сочи в посоката на n̂, а пръстите се свиват по протежение на ориентацията на ограничаващата крива C

## Ротации

### Въртящо се тяло
В математиката въртящото се тяло обикновено се представя с псевдовектор по оста на въртене. Дължината на вектора дава скоростта на въртене, а посоката на оста дава посоката на въртене според правилото на дясната ръка: десните пръсти са свити по посоката на въртене, а десният палец сочи положителната посока на оста. Това позволява някои лесни изчисления с помощта на векторно произведение. Нито една част от тялото не се движи по посока на стрелката на оста. По съвпадение, ако палецът сочи на север, Земята се върти в проградна посока според правилото на дясната ръка. Това кара Слънцето, Луната и звездите да изглеждат сякаш се въртят на запад според правилото на лявата ръка.

### Спирали и винтове
Спиралата е крива линия, образувана от точка, въртяща се около център, докато центърът се движи нагоре или надолу по оста z. Спиралите са десни или леви, като свитите пръсти на съответната ръка дават посоката на въртене, а палецът дава посоката на движение по оста z.
Резбата на винта е спирала и следователно винтовете могат да бъдат десни или леви. Правилото е следното: ако винтът е с дясна резба (повечето винтове са такива), насочете десния си палец в посоката, в която искате винтът да върви, и завъртайте винта в посоката на сгънатите десни пръсти.

## Електромагнетизъм
- Когато в дълъг прав проводник протича конвенционален електрически ток, той създава кръгово или цилиндрично магнитно поле около проводника според правилото на дясната ръка. Конвенционалният ток, чиято посока е противоположна на действителния поток от електрони, е поток от положителни заряди по положителната ос z. Конвенционалната посока на магнитните линии се дава от стрелката на компаса.
- Електромагнит: Магнитното поле около проводник е доста слабо. Ако жицата е навита в спирала, всички линии на полето вътре в спиралата сочат в една и съща посока и всяка следваща намотка подсилва останалите. С напредването на спиралата, некръговата компонента на тока и линиите на полето всички сочат в положителната посока z. Тъй като няма магнитен монопол, линиите на полето излизат от + z края, заобикалят спиралата отвън и влизат отново в − z края. Краят + z, откъдето излизат линиите, се определя като северен полюс. Ако пръстите на дясната ръка са свити по посока на кръговата компонента на тока, десният палец сочи към северния полюс.
- Сила на Лоренц: Ако положителен електрически заряд се движи напречно на магнитно поле, той изпитва сила на Лоренц, пропорционална на полето и на скоростта на движение и с посока, определена от правилото на дясната ръка. Ако извивката на десните пръсти представлява въртене от посоката, в която се движи зарядът, към посоката на магнитното поле, тогава силата е по посока на десния палец. Тъй като зарядът се движи, силата кара пътя на частицата да се огъва. Силата на огъване се изчислява чрез векторно произведение. Това означава, че силата на огъване нараства със скоростта на частицата и силата на магнитното поле. Силата е максимална, когато посоката на частицата и магнитните линии са под прав ъгъл, по-малка е при всеки друг ъгъл и е нула, когато частицата се движи успоредно на полето.

## Векторно произведение
Векторното произведение на два вектора често се използва във физиката и техниката. Например в статиката и динамиката въртящият момент е векторното произведение на дължината на лоста и силата, докато ъгловият момент е векторното произведение на разстоянието и линейния момент. В електричеството и магнетизма силата, упражнявана върху движеща се заредена частица, движеща се в магнитно поле B, се дава от:
{\displaystyle \mathbf {F} =q\mathbf {v} \times \mathbf {B} }
Посоката на вектора – произведение може да се намери чрез прилагане на правилото на дясната ръка, както следва:
1. Показалецът сочи в посоката на вектора на скоростта v.
2. Средният пръст сочи в посоката на вектора на магнитното поле B.
3. Палецът сочи в посоката на произведението F.

Например, за положително заредена частица, движеща се на север в регион, където магнитното поле сочи на запад, резултантната сила ще сочи нагоре. 

### Приложения
Правилото на дясната ръка е широко разпространено във физиката. По-долу е даден списък с векторни физически величини, чиято посока е свързана с правилото на дясната ръка. (Някои от тях са свързани само индиректно с векторно произведение и използват втората форма. )
- За въртящ се обект, ако пръстите на дясната ръка следват траекторията на една точка върху обекта, тогава палецът сочи по протежение на оста на въртене в посока на вектора на ъгловата скорост.
- Въртящ момент, силата, която го причинява, и позицията на точката на прилагане на силата.
- Магнитно поле, позицията на точката, където се определя, и електрическият ток (или промяната в електрическия поток ), който го поражда.
- Магнитно поле в намотка от тел, по която протича електрически ток.
- Силата на магнитното поле върху заредена частица се определя от самото магнитно поле и скоростта на частицата.
- Завихрянето във всяка точка от поток от флуид
- Индуцираният ток от движение в магнитно поле (известен като правило на дясната ръка на Флеминг ).
- Единичните вектори x, y и z в декартова координатна система могат да бъдат избрани да следват правилото на дясната ръка. Дясноориентираните координатни системи често се използват в твърдото тяло и кинематиката.